# 883 (gruppo musicale)
Gli 883 sono stati un gruppo musicale pop italiano formatosi a Pavia nel 1989 e composto inizialmente da Max Pezzali e Mauro Repetto, e successivamente da Pezzali e altri musicisti sino al 2003, quando Max Pezzali decise di continuare la carriera da solista.
Con i primi due album, Hanno ucciso l'Uomo Ragno e Nord sud ovest est, gli 883 si sono distinti nel panorama pop italiano per i testi giovanili e originali, diventati un'icona degli anni '90 italiani.
Sebbene siano principalmente classificati come un gruppo di musica pop, la loro carriera musicale ha attraversato anche altri generi come il rap, la dance e il rock.

## Storia

### Gli inizi
La storia degli 883 (da leggersi "otto-otto-tre") ha inizio a Pavia nel settembre 1984, quando Massimo Pezzali (1967), in seguito noto come Max Pezzali, e Mauro Repetto (1968) si ritrovano ad essere compagni di classe al liceo scientifico "Niccolò Copernico" (dopo che Pezzali era stato bocciato alla fine del terzo anno al liceo Taramelli precedentemente frequentato), e insieme cominciano a scrivere canzoni. Esordiscono nel 1989 partecipando alla trasmissione 1, 2, 3 Jovanotti condotta su Italia 1 dall'allora emergente Jovanotti. Per il duo venne scelto il nome provvisorio "I Pop", dal gioco di parole "Hip-Hop" e "musica pop", e presentano un brano in inglese, intitolato Live in the Music, dalle sonorità rap. Apparentemente il progetto non avrebbe prodotto alcun seguito, tuttavia proprio in questo evento ebbero l'occasione di conoscere il noto produttore discografico Claudio Cecchetto, fondatore e direttore dell'emittente Radio Deejay, già all'epoca una delle più importanti d'Italia 

### Il grande successo conHanno ucciso l'uomo ragno(1991-1992)
Il colloquio con Claudio Cecchetto si rivela decisivo: i due lavorano su nuovi brani musicali in italiano ed essendo molto appassionati di motociclismo, in particolare Pezzali, decidono di cambiare il nome del gruppo da "I Pop" a "883", nome commerciale del modello base della Harley-Davidson Sportster, che faceva riferimento alla cilindrata della moto. Max Pezzali e Mauro Repetto partecipano al Festival di Castrocaro 1991 con il brano Non me la menare: sul palco Pezzali canta e Repetto, co-autore delle canzoni, suona la chitarra e canta alternando con Max una strofa a testa della canzone (altra volta al Festivalbar '92 in "Hanno ucciso l'Uomo Ragno" perché, da quel momento in poi, si limiterà a ballare sul palco accanto a Pezzali). Si delinea quindi lo stile che durerà per molti anni, con testi diretti principalmente ai giovani, ricchi di espressioni gergali e frasi tipicamente giovanili, che raccontano situazioni quotidiane in cui per un giovane è possibile identificarsi.
La produzione musicale è affidata a Pier Paolo Peroni e Marco Guarnerio.
Nel 1992 esce Hanno ucciso l'Uomo Ragno, il primo album del gruppo, in cui si mescolano melodie pop e rock e, in alcune occasioni, anche hip hop. Particolare è la copertina, in puro stile pop art, in cui Max e Mauro compaiono ritratti in un fumetto mentre osservano un gruppo di gente che, sul tetto di un grattacielo, circonda un cadavere coperto da un lenzuolo. Il duo canta per la prima volta la nuova canzone al Festival di Castrocaro, ora condotto proprio da Cecchetto. Il singolo omonimo diviene un tormentone dell'estate del 1992 e l'album arriva a vendere 650 000 copie senza alcun supporto pubblicitario e senza la realizzazione di un videoclip. L'album conquista quasi subito la prima posizione tra gli album più venduti in Italia e porta gli 883 al primo Telegatto come rivelazione dell'anno e come miglior album, al World Music Awards come miglior artista italiano e al premio come rivelazione dell'anno a Vota la voce. Altri pezzi dello stesso album divenuti storici sono 6/1/sfigato, uscito anche come singolo, Non me la menare, Con un deca e S'inkazza (questa casa non è un albergo), quest'ultimo caratterizzato dalla collaborazione con il chitarrista Nikki.

### Nord sud ovest est(1993)

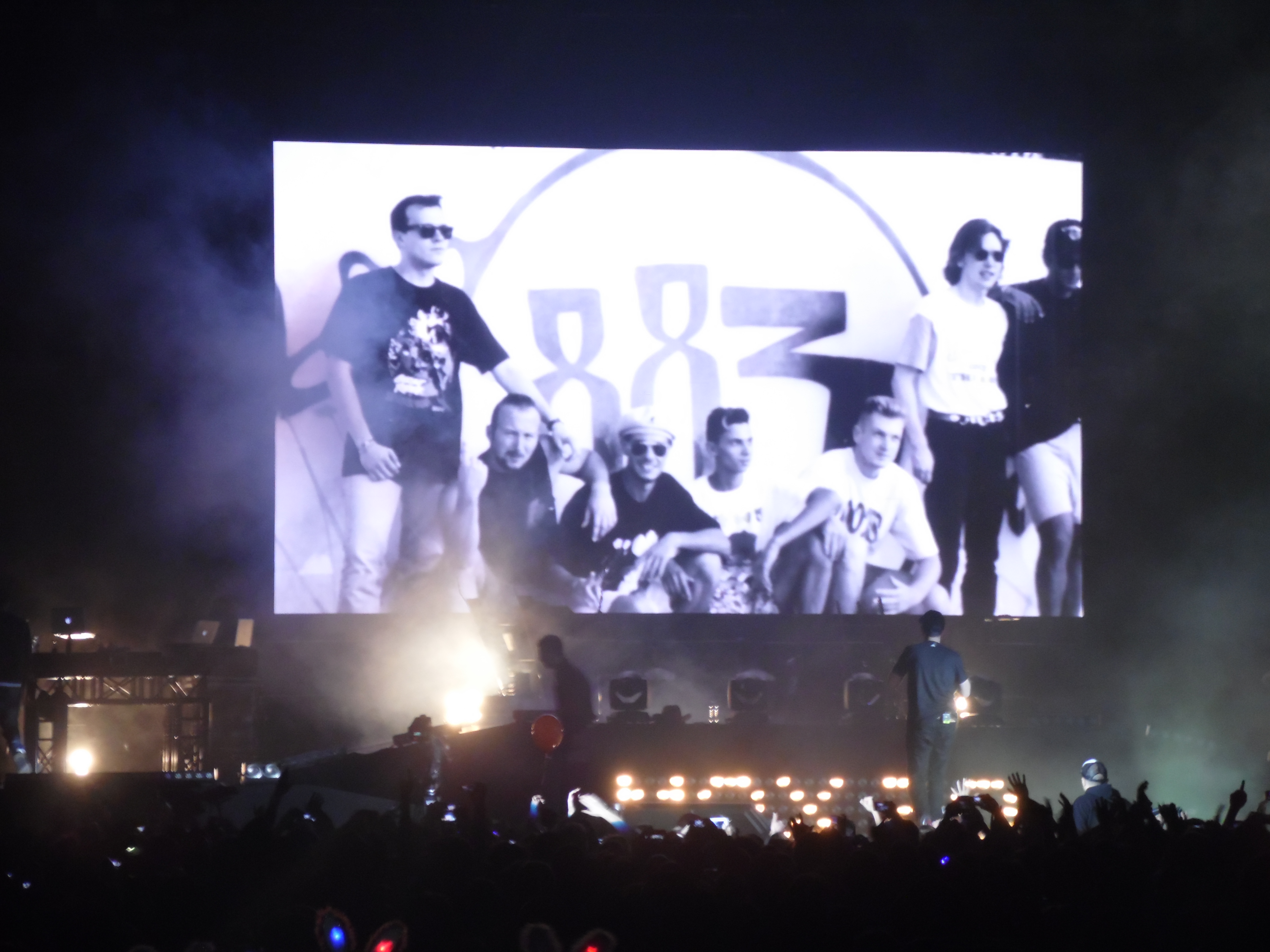
Una foto degli 883 dei primi anni (Pezzali a sinistra e Repetto a destra) proiettata durante un concerto di Max Pezzali nel 2013

Pezzali e Repetto, che firmano in coppia la maggior parte dei pezzi, per contratto devono pubblicare un album anche nel 1993: è quindi la volta di Nord sud ovest est, contenente canzoni diventate celebri, come la title track Nord sud ovest est, Sei un mito e Come mai. L'album supera il successo del precedente con oltre 1 350 000 copie vendute e vince l'edizione 1993 del Festivalbar, il terzo e quarto Telegatto, come migliore band dell'anno e per il miglior album, e per il secondo anno di fila il World Music Awards. Con Come mai, in coppia con Fiorello anche lui allora in forze alla scuderia di Cecchetto, vincono il Festival italiano di Canale 5 presentato da Mike Bongiorno. Anche da questo album sono tratti numerosi singoli che lo mantengono stabilmente al numero uno della classifica di vendite per diversi mesi. Dell'album Nord sud ovest est esce, su idea di Claudio Cecchetto, il VIDEOLP, la versione VHS con tutti i videoclip delle canzoni dell'album (circa 130 000 copie vendute). Per l'album e per il VideoLp viene usata la stessa copertina, di nuovo a fumetti, raffigurante Pezzali e Repetto nel deserto, fermi con la moto davanti ad un crocevia che riporta il titolo sui cartelli stradali. Nel 1993 gli 883 sono ormai un fenomeno musicale, con i loro testi poco impegnativi, sinceri e diretti che narrano in maniera stereotipata i piccoli problemi dei ragazzi dell'epoca, cantati su basi musicali dance/hip hop al sintetizzatore.
(Edmondo Berselli)

### L'addio di Mauro Repetto (1994)
Dopo un tour nelle discoteche tra il 1993 e il 1994, la formazione originale degli 883 entra in crisi e si scioglie. L'ultimo lavoro del duo iniziale è Remix '94, una raccolta dei principali pezzi dei primi due album in versione remix, con l'aggiunta dell'inedito Chiuditi nel cesso. Raggiunge la posizione numero 16 tra gli album più venduti del 1994 con 270 000 copie, nonostante la scarsa promozione.
Repetto sembra non reggere le necessità e le richieste per mantenere il successo. Pezzali ha raccontato che: 
Lasciati gli 883, Mauro Repetto termina quindi la sua carriera nel gruppo.

### I nuovi 883 (1995)
La band, senza Mauro Repetto, si presenta con il brano Senza averti qui al Festival di Sanremo 1995 e raggiunge l'ottava posizione. Mauro Repetto, però, partecipa virtualmente a questo Festival, avendo firmato come autore, insieme a Pezzali, Finalmente tu per Fiorello, che si aggiudica il quinto posto in classifica e che poi il cantante pavese reinterpreterà 2 anni dopo.
Nell'estate del 1995 Pezzali presenta la nuova band 883, formata da nove elementi che già suonavano insieme nei locali milanesi col nome di Elefunky, tra cui le coriste Paola e Chiara Iezzi, successivamente lanciate come soliste, Daniele Moretto e Michele Monestiroli, rispettivamente alla tromba e al sassofono, Jacopo Corso e Roberto Priori alle chitarre, Sandro Verde alla tastiera, Leandro Misuriello al basso e Ivan Ciccarelli alla batteria. Gli 883 iniziano a tenere concerti dal vivo, dopo le esibizioni nelle discoteche con basi registrate. Max Pezzali mantiene il ruolo di leader e diventa il principale compositore del gruppo.

### La donna il sogno & il grande incubo(1995-1996)
Gli 883 nel luglio 1995 fanno uscire il nuovo album, La donna il sogno & il grande incubo, preceduto da una serata-evento su Italia 1 condotta da Amadeus, e parte il primo vero tour del gruppo. Il nuovo album raggiunge il vertice della classifica, con 1 milione di copie vendute, e conquista la vittoria del Festivalbar con il brano Tieni il tempo. Viene realizzata anche la versione VHS, intitolata La donna il sogno & gli altri video, con anche il video di Non 6 Bob Dylan, brano presente nell'album come traccia fantasma. L'album vede la partecipazione di Repetto che scrive insieme a Max i brani Tieni il tempo, Musica, Non 6 Bob Dylan e Gli anni (che sceglierà però di non firmare). Proprio il singolo Gli anni diventa un vero e proprio simbolo non solo degli 883, ma anche di tutta la musica e la cultura giovanile dell'Italia dell'epoca.
Tra il 1995 e il 1996 inizia il tour invernale degli 883, con oltre settanta date in giro per l'Italia.

### La dura legge del gol(1997)
Il 1996 è un anno di pausa per gli 883, salvo una partecipazione estiva nella raccolta Cecchetto Compilation, che accoglie pezzi inediti di tutti gli artisti prodotti dal noto talent scout. Gli 883 vi partecipano con un brano inedito, Dimmi perché, e con una versione hip hop di un vecchio successo, Una canzone d'amore. Collaborano anche con i B-nario nel loro nuovo album e vincono il Telegatto come miglior tournée.
Nel frattempo la band cambia alcuni elementi: al chitarrista Jacopo Corso subentra Piero Cazzago, Alberto Tafuri sostituisce Sandro Verde come tastierista e Roberto Drovandi è il nuovo bassista al posto di Misuriello; Gabriel Nuzzoli si aggiunge alle percussioni. Anche Paola e Chiara lasciano la formazione, partecipando per l'ultima volta a un brano del gruppo con La regola dell'amico, brano che vince il premio come brano dell'estate 1997 a Vota la voce. Nel 1997 esce il quarto album di inediti degli 883, La dura legge del gol!, dalle sonorità marcatamente pop, in cui a pezzi spensierati come La regola dell'amico e Innamorare tanto si alternano momenti malinconici come Nessun rimpianto o Se tornerai. Particolarità del CD è la presenza di un album di figurine con le foto dei componenti della band, con la copertina che richiama la famosa rovesciata presente su quella dell'album dei Calciatori Panini. Trascinato dal successo del singolo La regola dell'amico, l'album vende 800 000 copie, conquista la vetta della classifica italiana e diventa il nono album più venduto in Italia nel 1997, con di nuovo una versione VHS al seguito. Collegato all'album, nell'autunno 1997 parte l'"OttoOttoTour" che ha una scenografia basata sul mondo del calcio, con riflettori da stadio e prato verde sul palco. Nello stesso anno gli 883 vincono il Telegatto per il miglior album dell'anno.
Nell'estate 1997 comincia anche la realizzazione del progetto Jolly Blu, il primo e unico film degli 883, liberamente ispirato alle canzoni di Pezzali. Il film esce nelle sale, prodotto dallo stesso Cecchetto e distribuito dalla Medusa Film,. Nel 1998 Pezzali conduce sulle reti RAI, insieme a Alessia Merz, Sanremo famosi, manifestazione canora che seleziona i 14 giovani che parteciperanno nella categoria Nuove proposte al 49º Festival di Sanremo.

### La prima raccolta:Gli anni(1998)
Nell'estate del 1998 esce la prima vera raccolta degli 883, Gli anni, contenente l'inedito Io ci sarò e versioni riarrangiate di Gli anni e Andrà tutto bene, oltre a due pezzi tradotti in spagnolo: Han matado el hombre araña (Hanno ucciso l'Uomo Ragno) e Quien Seras (Come mai). Gli anni è il quinto album consecutivo degli 883 a conquistare il primo posto nelle hit parade, superando le 800 000 copie e attestandosi come l'ottavo album più venduto in Italia nel 1998. Esce in due versioni grafiche, con due opere dell'artista Marco Lodola disegnate sul compact disc, e ne viene pubblicata una versione VHS intitolata Gli anni Video LP. Le nuove tracce del disco vedono impiegati Matteo Salvadori al posto di Marco Guarnerio, che continuerà a rimanere molto vicino agli 883 e a Pezzali negli anni seguenti, ed Eugenio Mori alla batteria al posto di Ivan Ciccarelli.
Il complesso nato a Pavia raggiunge il culmine del successo proprio quell'estate, la sera del 21 luglio 1998, quando oltre 100 000 persone si radunano in piazza del Duomo a Milano, sotto la pioggia battente, per seguire il primo e ultimo mega concerto della band. Il concerto fu trasmesso il giorno seguente in prima serata su Italia 1, con oltre 3 500 000 di spettatori e più del 20% di share. Nel 1998 gli 883 vincono ancora il Telegatto come miglior tournée e il premio al miglior album a Vota la voce.

### Grazie millee la firma con la Warner (1999-2000)
Nel 1999 viene nuovamente cambiata la formazione: lasciano i chitarristi Cazzago e Priori e al loro posto arriva Fabrizio Frigeni; il bassista Matteo Bassi sostituisce Melone e alle percussioni arriva Claudio Borrelli al posto di Nuzzoli. Viene pubblicato il singolo Viaggio al centro del mondo, contenente una versione originale e una remixata del brano e le versioni in spagnolo di Nord sud ovest est (Nor oeste sur este) e di Tieni il tempo (Lleva el tiempo). Sempre nel 1999 esce Grazie mille, il quinto album di inediti degli 883. È un lavoro in cui si comincia a vedere un Pezzali più maturo nei testi e negli argomenti, quasi a voler crescere col suo pubblico. Fu il primo e unico album degli 883 che non riuscì ad arrivare in vetta alle classifiche di vendita, pur arrivando alla seconda posizione FIMI e raggiungendo la cifra delle 550 000 copie, risultando uno dei dischi più venduti dell'anno. Nello stesso anno il gruppo riceve un riconoscimento internazionale: il World Music Awards come miglior gruppo italiano. Dall'album vennero estratti vari singoli, tra cui il più conosciuto La regina del Celebrità.
Nell'autunno del 1999 avviene anche la "rivincita" del film Jolly Blu che, dopo il fiasco nei cinema, ottiene oltre 3 milioni e mezzo di spettatori in prima serata su Italia 1.
Nel 2000 gli 883 cominciano l'anno con un concerto di Capodanno a Cagliari davanti a 60 000 persone e lasciano la storica Fri Records per firmare per la multinazionale Warner Music, con progetti di conquista del mercato europeo. Nell'estate dello stesso anno esce, solo per il mercato austriaco, tedesco e svizzero, una raccolta di lancio dal titolo Mille grazie, contenente i maggiori successi nella storia degli 883. Per promuovere l'album viene inoltre organizzato un mini tour in Austria e Germania. In Italia la Warner dà il via alla pubblicazione di un'edizione rimasterizzata e arricchita di remix e inediti di tutti gli album pubblicati fino ad allora dagli 883 con la dicitura "Edizione Straordinaria". Tra la fine del 2000 e il 2001, gli 883 hanno una nuova occasione di penetrare nel mercato tedesco aprendo i concerti del tour di Eros Ramazzotti "Stilelibero" nelle date in Germania e Austria (qualche volta prima aprirono i tour anche i Gemelli DiVersi nello stesso anno). Nello stesso anno vincono il Telegatto come miglior tournée a Vota la voce.

### Uno in più(2001)
A causa degli impegni internazionali, Pezzali torna in sala d'incisione per il nuovo album solo agli inizi del 2001. Uno in più, il sesto album d'inediti degli 883, esce nell'estate in Italia e successivamente anche in Germania, Austria, Svizzera, Francia, Grecia e Scandinavia. Il disco vede Emiliano Bassi come nuovo batterista e Daniele Gregolin alla chitarra al posto di Frigeni. In Italia balza subito al primo posto in classifica, totalizzando 330 000 copie solo in prenotazioni, trainato dai due pezzi dalla chiara impronta estiva, Bella vera, e La lunga estate caldissima, con i video girati a Los Angeles dai Manetti Bros., autori anche delle clip di Come deve andare e Uno in più. All'album collaborano anche noti personaggi della musica italiana quali Jovanotti, Alex Britti, Syria e gli Articolo 31. Nel frattempo un sondaggio elegge Max e gli 883 come gruppo più conosciuto dai giovani tra i 12 e i 24 anni superando star internazionali come Madonna.
Alla fine dell'anno, Uno in più si posiziona al sedicesimo posto tra gli album più venduti in Italia, e il brano Bella vera viene utilizzato come sigla di Miss Italia 2002. Nello stesso anno gli 883 ricevono agli Italian Music Awards il premio come miglior gruppo.

### L'addio definitivo al marchio 883 (2002)
Tra il 2001 e il 2002 gli 883 partono, senza la "sezione fiati" composta da Daniele Moretto e Michele Monestiroli, due membri fondamentali del post Repetto, punto di riferimento per Pezzali e per i vari turnisti che nel corso degli anni si erano alternati.
Questo motivo e la ricerca di un rinnovamento artistico portano, nell'autunno 2002, Max Pezzali ad abbandonare del tutto il nome 883, dopo undici anni di attività, con la raccolta Love/Life: l'amore e la vita al tempo degli 883, contenente le ballate e le canzoni d'amore scritte dal gruppo più gli inediti Ci sono anch'io e Quello che capita. Per questi ultimi lavori, alla chitarra figura Massimiliano Pelan al posto di Matteo Salvadori. Alla fine dell'anno Love/Life ha venduto meno di 100 000 copie e ha raggiunto solo il cinquantottesimo posto della classifica degli album più venduti del 2002, anche se Quello che capita, diretto e prodotto da Gaetano Morbioli,  riesce a ottenere il premio al miglior videoclip agli Italian Music Awards dello stesso anno.
L'ultimo concerto con il marchio degli 883 risale a un'esibizione televisiva in diretta su Video Italia il 3 dicembre 2002, in cui si esibiscono solo Pezzali, Pelan e Tafuri.
Agli inizi del 2003 Pezzali abbandona definitivamente il nome 883.

### Il dopo 883 (2004 - presente)
Dopo la fine degli 883 Max Pezzali prosegue la sua carriera musicale come solista. Il 10 giugno 2005 esce, prodotta dalla Warner Music Italy, la raccolta in doppio CD TuttoMax, antologia dei più grandi e noti successi degli 883 e contenente anche alcuni singoli tratti dal primo album da solista di Max Pezzali, Il mondo insieme a te, pubblicato a maggio del 2004. A conferma di quanto gli 883 fossero ormai parte della cultura e dell'immaginario musicali italiani, l'album schizza in vetta alle classifiche, rimanendovi stabile per 10 settimane di fila. Alla fine del 2005 TuttoMax risulta, con le sue 350 000 copie vendute e i quattro dischi di platino vinti, uno degli album più riusciti dell'anno. Il risultato consentirà a Max Pezzali/883 di aggiudicarsi il Festivalbar 2005 (sezione album), terzo titolo in carriera relativo alla manifestazione musicale estiva. L'uscita dell'album fu accompagnata da una versione DVD, vero e proprio greatest hits dei video musicali degli 883/Max Pezzali.
Nell'estate del 2008 esce il primo album dal vivo della carriera di Max Pezzali, intitolato Max Live 2008 e contenente, oltre ad alcuni pezzi solisti di Pezzali, molte canzoni del repertorio degli 883 eseguite dal vivo.

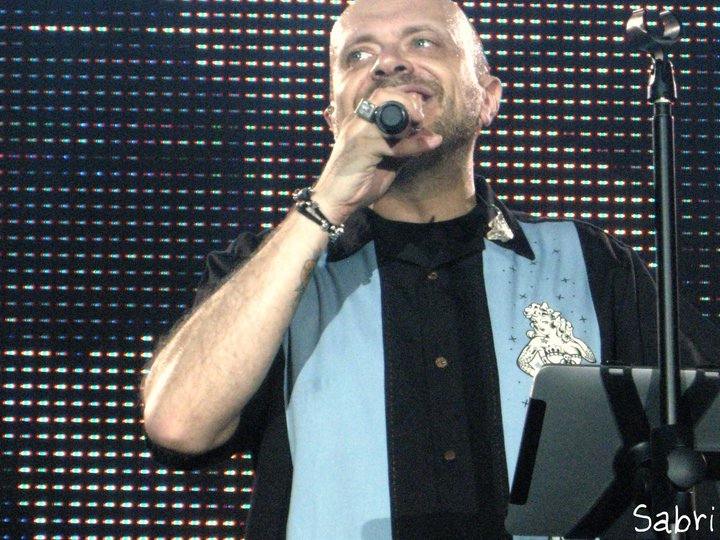
Max Pezzali in concerto nel 2012

Nel 2012 Mauro Repetto partecipa al videoclip di Sempre noi, singolo di Max Pezzali realizzato in collaborazione con J-Ax, contenuto in Hanno ucciso l'Uomo Ragno 2012, album in cui i brani presenti nel primo disco della band vengono riarrangiati e cantati con alcuni rapper della scena musicale italiana, che aggiungevano nuove strofe di massima durata ai testi originali. Inoltre Max e Mauro in alcune interviste parlano di un ipotetico ritorno da parte di Repetto o almeno di qualche coinvolgimento dell'ex 883 in un futuro progetto non per forza di tipo musicale.. Sempre nel 2012 viene distribuito tramite download digitale dal sito Rockit.it la raccolta di cover Con due deca, in cui 21 gruppi del panorama emergente italiano reinterpretano 21 dei loro brani più significativi. Nel 2012, inoltre, ha luogo un fenomeno di rivalutazione artistica degli 883 da parte di chi in passato li aveva giudicati scontati e banali, con diversi critici e cantanti della scena underground italiana che hanno recensito il gruppo con ottimi commenti. Nel 2013 esce Max 20, album pubblicato da Max per festeggiare i suoi 20 anni di carriera, dove sono contenuti, tra le altre tracce, alcuni dei brani di maggior successo degli 883, reinterpretati in duetto con vari artisti italiani. All'album partecipa anche Repetto, che scrive due brani inediti insieme a Pezzali e canta in uno di essi.
Il 16 luglio 2013 Warner Music Italy pubblica la prima raccolta postuma ufficiale del gruppo intitolata Collection: 883.
Il 18 ottobre 2017 Max Pezzali annuncia che il 17 novembre celebrerà i 25 anni di carriera con la pubblicazione del nuovo album Le canzoni alla radio, che sarà una raccolta di successi del cantante da solista e altri degli 883, con l’aggiunta di 7 inediti e un nuovo remix del brano Tutto ciò che ho.
Nell’estate 2020 lo stesso Pezzali, collaborando con 9 ulteriori artisti e 4 gruppi musicali sotto il nome di DPCM Squad, ha inciso la canzone di rivisitazione del suo vecchio gruppo musicale.
In occasione delle due date evento allo Stadio San Siro di Milano per celebrare i 30 anni di attività, accanto a Pezzali tornano come ospiti speciali Repetto e alcuni ex membri degli 883 post Repetto: Paola e Chiara, Daniele Moretto e Michele Monestiroli.

### Il logo 883 (Trade Mark)
Il logo figurativo 883 viene registrato (Trade Mark) dalla FRI Records, l'etichetta discografica di Claudio Cecchetto e Pier Paolo Peroni per tutelare il lavoro svolto sino a quel momento che ha portato al successo il gruppo. Marchio che ancora oggi è di proprietà della FRI srl (Depositato dagli anni 90 presso Modiano & Partners, consulenti leader in Proprietà industriale, Brevetti e Marchi design).

## Tributi
L'11 ottobre 2024 ha debuttato la serie televisiva Hanno ucciso l'Uomo Ragno - La leggendaria storia degli 883 prodotta da Sky Studios e Groenlandia (Banijay) La serie è liberamente ispirata alla biografia I cowboy non mollano mai - La mia storia di Max Pezzali.In occasione del debutto, Sky e NOW hanno organizzato il 4 e il 5 ottobre una esclusiva experience anni '90 a Milano, con la partecipazione di Max Pezzali come "Special Guest", per rivivere gli esordi della storica band al centro della serie Sky Original. Nella stessa data è stata anche confermata la produzione di una seconda stagione, dal titolo Nord Sud Ovest Est.

## Formazione

### Fondatori
- Max Pezzali - voce (1989-2003)
- Mauro Repetto - chitarra ritmica, sequencer, cori (1989-1994)

### Produttori Musicali
- Marco Guarnerio - musicista arrangiatore
- Pier Paolo Peroni - direttore musicale

### Turnisti
- Alberto Tafuri - tastiera (1996-2003)
- Massimiliano Pelan - chitarra (2002-2003)
- Matteo Bassi - basso e cori (1999-2003)
- Mario Zapparoli - batteria e percussioni (2002-2003)
- Daniele Moretto - tromba e voce secondaria (1995-2001)
- Michele Monestiroli - sassofono, cori (1995-2001)
- Paola Iezzi e Chiara Iezzi - cori (1995-1996)
- Jacopo Corso - chitarra (1995-1996)
- Sandro Verde - tastiera (1995-1996)
- Leandro Misuriello - basso (1995-1996)
- Roberto Drovandi - basso (1996-1997)
- Ivan Ciccarelli - batteria e percussioni (1995-1998)
- Piero Cazzago - chitarra (1996-1999)
- Roberto Priori - chitarra (1995-1998)
- Roberto Melone - basso (1997-1999)
- Gabriel Nuzzoli - percussioni (1997-1999)
- Fabrizio Frigeni - chitarra (1998-2002)
- Eugenio Mori - batteria (1998-2001)
- Claudio Borrelli - percussioni (1999-2001)
- Matteo Salvadori - chitarra (1997-2002)
- Daniele Gregolin - chitarra, cori (2000-2002)
- Emiliano Bassi - batteria (2001-2002)
- Marco Barusso - chitarra campionata (1996-1997)
- Stefano Cecere - tastiera e programmazione (1997-1998)

## Discografia

### Album in studio
- 1992 - Hanno ucciso l'Uomo Ragno
- 1993 - Nord sud ovest est
- 1995 - La donna il sogno & il grande incubo
- 1997 - La dura legge del gol!
- 1999 - Grazie mille
- 2001 - Uno in più

### Album di remix
- 1994 - Remix '94

### Raccolte
- 1998 - Gli anni
- 2000 - Mille grazie
- 2002 - Love/Life, l'amore e la vita al tempo degli 883
- 2005 - TuttoMax
- 2013 - Collection: 883 (pubblicata postuma)

### Altri inediti
Nella discografia degli 883 esistono anche numerose canzoni non pubblicate sulle prime edizioni dei CD ma che hanno trovato posto, come bonus track, nelle edizioni speciali dei primi 4 album pubblicate nel 2000, denominate Edizione Straordinaria: Il problema, Lasciala stare, Aeroplano, L'ultimo bicchiere, Dimmi perché, Non 6 Bob Dylan, TPS. Il brano Dimmi perché era stato comunque già pubblicato nel 1996 nell'album Cecchetto Compilation, una raccolta di brani cantati da artisti lanciati da Claudio Cecchetto. Il brano Non 6 Bob Dylan era presente come ghost track alcuni minuti dopo la fine del brano Gli Anni, ultima traccia dell'album La donna, il sogno e il grande incubo versione cd, oltre che presente nella VHS La donna il sogno & gli altri video. Aeroplano fu "prestata" da Cecchetto a Caterina Rappoccio (nota con il solo nome di battesimo), giovanissima interprete che nel 1994 faceva parte dell'etichetta del noto produttore, che la portò alla ribalta al punto da farla associare a sé. Il riferimento agli 883, infatti, diviene noto solo in seguito alla pubblicazione del pezzo come bonus sull'edizione straordinaria di Nord Sud Ovest Est. In rete sono reperibili diverse versioni di Aeroplano, sia cantata dalla sola Caterina che in duetto con Max Pezzali o con Fiorello. Nel 2024 Max Pezzali ha inciso una nuova versione acustica del brano, inserita poi nell'album Max Forever Vol.1.

## Videografia
- 1993 - Nord sud ovest est Video LP (VHS)
- 1995 - La donna il sogno & gli altri video (VHS)
- 1997 - La dura legge del gol! Video LP (VHS)
- 1998 - Gli anni Video LP (VHS)
- 1999 - Jolly Blu - Il film degli 883 (VHS)

## Filmografia

### Cinema
- Jolly Blu, regia di Stefano Salvati (1998)

## Riconoscimenti
1992:
- Telegatto - rivelazione dell'anno
- Telegatto - miglior album con Hanno ucciso l'Uomo Ragno

1993:
- Telegatto - miglior band dell'anno
- Telegatto - miglior album con Nord sud ovest est
- Festival italiano come vincitore (con Fiorello)
- Festivalbar - sezione album con Nord sud ovest est

1994:
- Un disco per l'estate come autore del testo del vincitore Nikki, con L'ultimo bicchiere

1995:
- Festivalbar - sezione singoli con Tieni il tempo
- Telegatto - premio speciale

1996:
- Telegatto - miglior tournée

1997:
- Telegatto - miglior canzone dell'estate con il brano La regola dell'amico
- Telegatto - miglior album

1998:
- Telegatto - miglior Tournée
- Telegatto - miglior album con Gli anni
- Premio italiano della musica come miglior gruppo musicale
- Premio italiano della musica come Concerto dell'anno

1999:
- World Music Awards - miglior artista italiano
- Telegatto - miglior gruppo

2000:
- Telegatto - miglior Tournée
- Premio italiano della musica come miglior tour

2001:
- Italian Music Awards - miglior gruppo
- Premio italiano della musica come miglior gruppo

2002:
- Italian Music Awards - miglior videoclip con Quello che capita